# Prąd Birkelanda

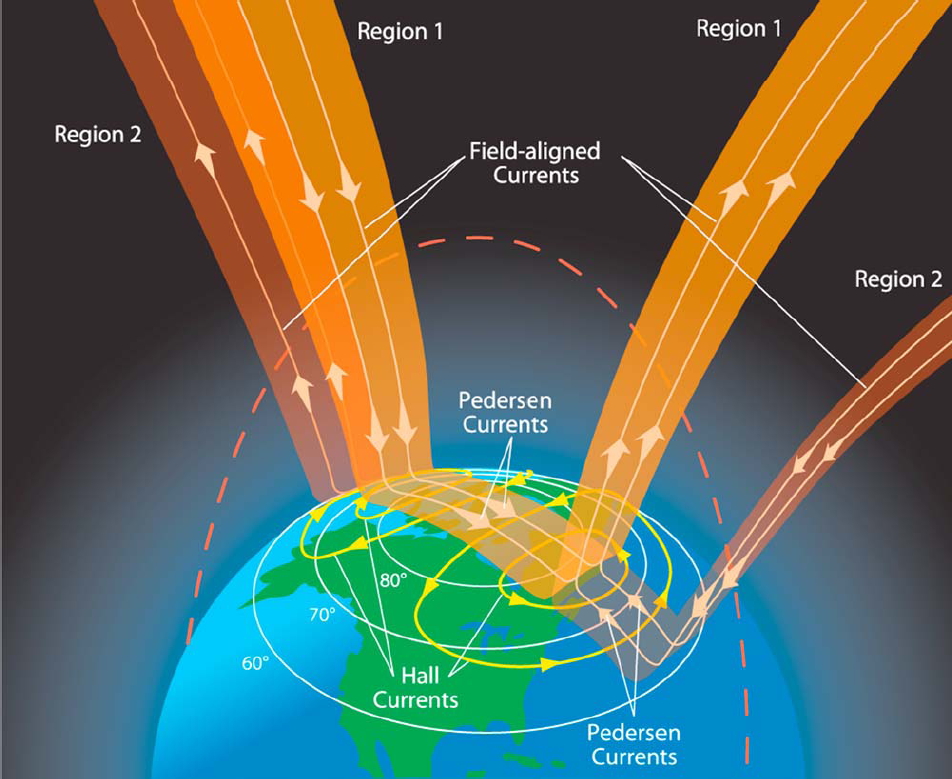
Schemat prądów Birkelanda lub przyległych do pola oraz połączonych z nimi prądów jonosferycznych.

Prąd Birkelanda – zbiór prądów płynących równolegle do linii geomagnetycznego pola łączących ziemską magnetosferę z wyżej położoną jonosferą. W ziemskiej magnetosferze prądy są napędzane wiatrem słonecznym, międzyplanetarnym polem magnetycznym oraz bąblami plazmy poruszającymi się przez magnetosferę (konwekcja sterowana bezpośrednio przez środowisko międzyplanetarne). Siła prądów Birkelanda zmienia się w zależności od aktywności magnetosfery (np. podczas sub-burzy). Niewielkie wariacje w płaszczyznach prądów płynących w górę (czyli elektronów płynących w dół) przyspieszają magnetosferyczne elektrony, które po osiągnięciu górnej atmosfery, wywołują zorze północną i południową. W wysokiej jonosferze (w strefie zorzy) prądy Birkelanda przechodzą blisko regionu zorzowego elektrodżetu, który płynie nieprzerwanie do lokalnego pola magnetycznego w jonosferze. Prąd Birkelanda ma miejsce w dwóch przylegających do siebie wiązkach. Jedna para rozciąga się z południa przez sektor zmierzchu do sektora północy. Druga para rozciąga się od południa przez sektor świtu ku sektorowi północy. Wiązka po wysokiej stronie zorzy jest powiązana z Regionem 1 a wiązka po niskiej stronie – z Regionem 2.
Prądy zostały przewidziane w 1908 roku przez Norweskiego badacza i fizyka Kristiana Birkelanda, który podjął ekspedycje za koło podbiegunowe w celu studiowania zorzy polarnej. Zauważył on, używając prostych przyrządów do pomiaru pola magnetycznego, że wraz z pojawieniem się zorzy zmieniają się kierunki igieł magnetometrów, co potwierdzało odkrycia Andersa Celsiusa i jego asystenta Olofa Hjortera sprzed przeszło wieku wcześniej. Oznaczało to niezbicie istnienie prądów elektrycznych w atmosferze. Birkeland teoretyzował, że być może Słońce wypuszcza promienie katodowe, a drobiny tego, co dziś nazywamy wiatrem słonecznym, dostają się w ziemskie pole magnetyczne i tworzą prądy, które powodują zorzę. Jego przekonania były lekceważone przez innych badaczy, ale w roku 1967 satelita wystrzelony w rejon zorzowy potwierdził istnienie prądów przewidzianych przez Birkelanda. Aby uhonorować jego i jego teorię, nazwano je prądami Birkelanda. Dobry opis odkrycia Birkelanda zawarty jest w książce Lucy Jango.
Profesor Emerytowany Laboratorium Alfvéna w Szwecji, Carl-Gunne Fälthammar, napisał: „Powód, dla którego prądy Birkelanda są szczególnie interesujące jest taki, że w plazmie zmuszonej do przenoszenia ich, powodują one szereg procesów (fale, niestabilności, formowanie delikatnych struktur). Prowadzi to do takich konsekwencji, jak przyspieszanie naładowanych cząstek, zarówno dodatnich, jak i ujemnych, oraz separacja elementów (jak wyrzucanie jonów tlenu). Wszystkie te rodzaje zjawisk powinny być w ogólnym kręgu zainteresowań astrofizyków, daleko szerszym niż do zrozumienia środowiska kosmicznego Ziemi”.

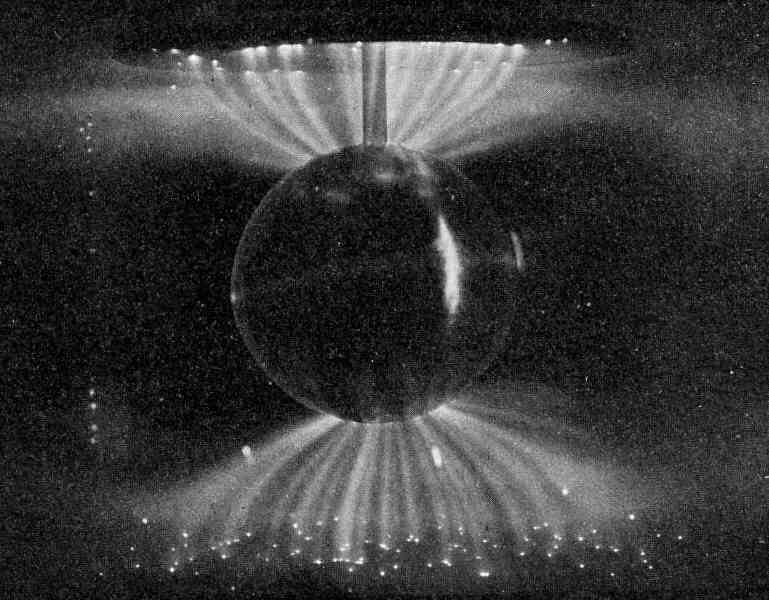
Zorzo-podobne prądy Birkelanda stworzone przez naukowca Kristiana Birkelanda w swojej terrelli, będącej namagnetyzowaną kulistą anodą w komorze próżniowej.

## Charakterystyka
Zorzowy prąd Birkelanda w czasie spokoju przenosi około 100000 amperów, a podczas zaburzeń geomagnetycznych więcej niż 1 milion amperów. Już w 1908 roku Birkeland określił parametry prądów na „kilkaset kilometrów wysokości i natężenie do miliona amperów”. Prądy jonosferyczne połączone z prądami przyległymi do pola nagrzewają górną atmosferę ze względu na skończoną przewodność jonosfery. Ciepło to (zwane również jako nagrzewanie Joule'a) jest transportowane z jonosferycznej plazmy do gazów w górnej atmosferze, co powoduje i zwiększa hamowanie niskich satelitów.
Prądy Birkelanda mogą być również wytworzone w laboratorium przy pomocy multi-terawatowego generatora pulsowego. Powstały wzór przekroju wskazuje na wiązkę elektronów w postaci koła wirów, nazywaną niestabilnością diocotronową (podobną, ale różną od niestabilności Kelvina-Helmholtza), co potem prowadzi do tworzenia się włókien. Wiry takie widać w zorzy jako „frędzle zorzowe”
Prądy Birkelanda są również jednym z rodzajów zjawiska plazmowego zwanego skurczem zeta, nazwanego tak, ponieważ azymutalne pole magnetyczne, wytwarzane przez prąd, ściska ów prąd we włóknisty przewód. Może się również skręcać, wytwarzając helikalny skurcz, który układa się spiralnie jak skręcona lub spleciona lina, a to najbardziej koresponduje z prądem Birkelanda. Pary równoległych prądów Birkelanda również oddziałują ze sobą za pomocą siły Amperère’a: prądy Birkelanda poruszające się w tym samym kierunku będą się przyciągać zgodnie z siłą elektromagnetyczną odwrotnie proporcjonalną do ich wzajemnej odległości, podczas gdy prądy płynące w przeciwnych kierunkach będą się odpychać. Istnieje również krótko dystansowy komponent cyrkulacyjny dwóch prądów Birkelanda, przeciwny do dalekosiężnych sił równoległych.
Elektrony przepływające w prądzie Birkelanda mogą być przyspieszane przez plazmową warstwę podwójną. Jeśli osiągną prędkości relatywistyczne, mogą stopniowo utworzyć skurcz Bennetta, który w polu magnetycznym skutkuje wirowaniem elektronów i emitowaniem przez nie promieniowania synchrotronowego mogącego zawierać fale radiowe, światło widzialne, promienie Roentgena i promieniowanie gamma.

## Historia badań

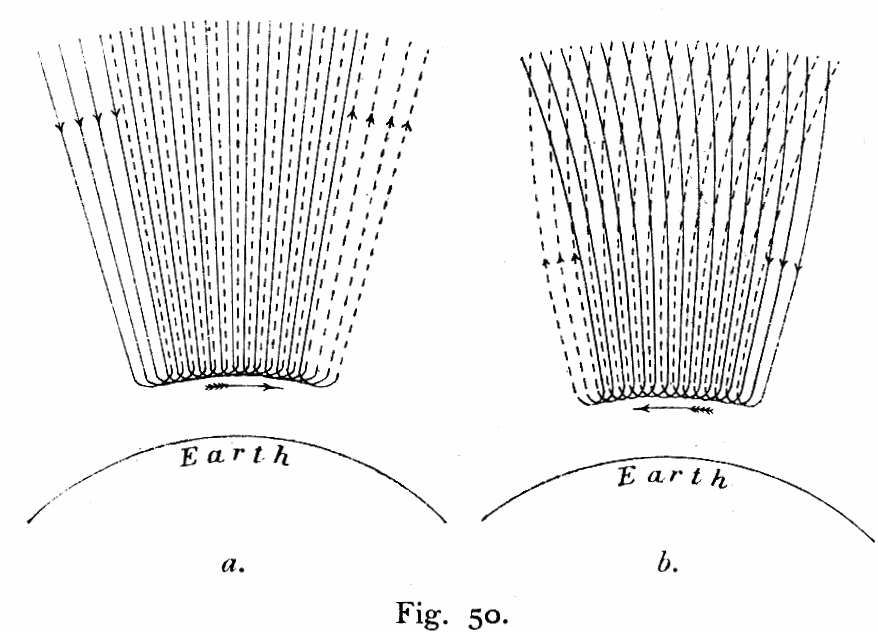
Kristian Birkeland przewidział zorzowe elektrodżety w 1908 roku. Napisał na str. 95 „prądy te są wyobrażane jako poboczny efekt korpuskuł słonecznych przybywających z przestrzeni kosmicznej, a tym samym znalazły się pod drugą z możliwości wskazanych wyżej.”. I strona 105, „Rys. 50a reprezentuje to, w czym kierunki prądów w centrum burzy poprowadzone są na zachód, a 50b – w którym prądy idą na wschód.”.

Po tym, jak Kristian Birkeland po raz pierwszy zasugerował w 1908 roku, że „prądy te (w zorzy) są wyobrażane jako poboczny efekt korpuskuł słonecznych przybywających z przestrzeni kosmicznej”, historia ta nabrała wymiaru politycznego. Idee Birkelanda były powszechnie ignorowane na rzecz alternatywnej teorii brytyjskiego matematyka Sydneya Chapmana.
W roku 1939 szwedzki inżynier i fizyk plazmowy, Hannes Alfvén, wypromował idee Birkelanda w pracy traktującej o generowaniu prądów z wiatru słonecznego. W 1964 roku współpracownik Alfvéna, Rolf Boström, również użył przyległych do pola magnetycznego prądów w nowym modelu elektrodzetów zorzowych.
Dowód na poprawność teorii Birkelanda przyszedł, gdy tylko wysłano sondy w kosmos. Istotne rezultaty otrzymano z satelity U.S. Navy 1963-38C, wystrzelony w 1963 roku i wynoszący magnetometr ponad jonosferę. W 1966 Alfred Zmuda, J. H. Martin i F. T. Heuring przeanalizowali wyniki zebrane przez magnetometr satelity i podali odnalezienie zaburzeń magnetycznych wewnątrz zorzy. W 1967 Alex Dessler i jeden z jego studentów, David Cummings, napisali artykuł, w którym przekonywali, że Zmuda i jego zespół odnaleźli prądy przyległe do pola. Następnie Alfvén potwierdził, że Dessler odkrył „prądy, które przewidział Birkeland” i powinny się one nazywać prądami Birkelanda-Desslera. Rok 1967 został przyjęty za moment, w którym teoria Birkelanda została potwierdzona i zrehabilitowana. W 1969 Milo Schield, Alex Dessler i John Freeman użyli po raz pierwszy określenia prądy Birkelanda. W 1970 Zmuda, Armstrong i Heuring napisali kolejną pracę, w której zgadzają się co do tego, że ich obserwacje były zgodne z prądami przyległymi do pola, jak sugerowali Cumming, Dessler i Boström.

## Zobacz też

Złożone, samo-ściskające pole magnetyczne i ścieżki prądowe w prądzie Birkelanda, które mogą powstać w plazmie (Figure 15.3.2, Alfvén and Arrhenius, 1976)

## Dalsza lektura
Książki
- Egeland, Alv, Burke, William J.,(2005), Kristian Birkeland, The First Space Scientist, Springer s. 221, ISBN 1-4020-3293-5.
- Peratt, Anthony (1992), Physics of the Plasma Universe, Birkeland Currents in Cosmic Plasma (s. 43–92), Springer-Verlag, ISBN 0-387-97575-6 i ISBN 3-540-97575-6
- Ohtani, Shin-ichi; Ryoichi Fujii, Michael Hesse i Robert Lysak, redaktorzy (2000), Magnetospheric Currents Systems, Am. Geophys. Union, Washington, D.C., ISBN 0-87590-976-0.

Czasopisma
- Gordon Rostoker, J.C. Armstrong, A.J. Zmuda, Field-aligned current flow associated with intrusion of the substorm-intensified westward electrojet into the evening sector, „J. Geophys. Res.”, 80 (25), 1975, s. 3571–3579, DOI: 10.1029/JA080i025p03571.
- T.A. Potemra, Birkeland currents in the earth’s magnetosphere, „Astrophysics and Space Science”, 144 (1–2), 1988, s. 155–169, DOI: 10.1007/BF00793179, Bibcode: 1988Ap&SS.144..155P.
- Hannes Alfvén, On the Filamentary Structure of the Solar Corona. John Wainwright Evans (red.), „The Solar Corona”, 16, Proceedings of IAU Symposium no. 16 held at Cloudcroft, New Mexico, U.S.A. 28–30 August 1961., New York: Academic Press, 1963 (IAU Symposium), s. 35–38, ISSN 1743-9221, Bibcode: 1963IAUS...16...35A.???
- H. Alfvén, P. Carlqvist, Currents in the solar atmosphere and a theory of solar flares, „Solar Physics”, 1 (2), 1967, s. 220–228, DOI: 10.1007/BF00150857, ISSN 0038-0938, Bibcode: 1967SoPh....1..220 (ang.).
- H. Alfvén, On the importance of electric fields in the magnetosphere and interplanetary space, „Space Science Reviews”, 7 (2–3), 1967, s. 140–148, DOI: 10.1007/BF00215591, ISSN 0038-6308, Bibcode: 1967SSRv....7..140A (ang.).
- Per Carlqvist, Cosmic electric currents and the generalized Bennett relation, „Astrophysics and Space Science”, 144 (1–2), 1988, s. 73–84, DOI: 10.1007/BF00793173, ISSN 0004-640X, Bibcode: 1988Ap&SS.144...73C.
- P.A. Cloutier, H.R. Anderson, Observations of birkeland currents, „Space Science Reviews”, 17 (2–4), 1975, s. 563–587, DOI: 10.1007/BF00718585, ISSN 0038-6308, Bibcode: 1975SSRv...17..563C (ang.).
- T.A. Potemra, Observation of Birkeland currents with the TRIAD satellite, „Astrophysics and Space Science”, 58 (1), 1978, s. 207–226, DOI: 10.1007/BF00645387, ISSN 0004-640X, Bibcode: 1978Ap%26SS..58..207P (ang.).